# Johannes Frömming

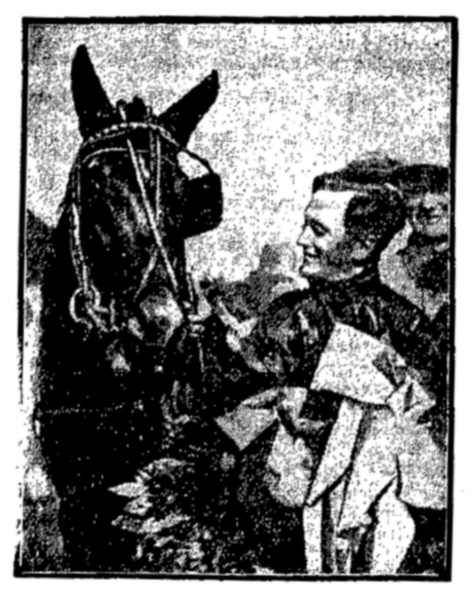
Johannes Frömming mit dem Hengst Xifra

Johannes Wilhelm Arthur Frömming, kurz Hans Frömming (* 28. Juni 1910 in Berlin; † 8. November 1996 in Hamburg), war ein deutscher Trabrennsportler. In seiner Karriere von 1926 bis 1988 erzielte Frömming 5592 Rennsiege, darunter 11 Siege im Deutschen Derby.

## Biografie
Hans „Hänschen“ Frömming, Sohn einer Schauspielerin und Sängerin sowie eines 
Schrittmachers bei Radrennen, wuchs in Berlin bei seinem Großvater auf, einem Fuhrunternehmer, der auch einige Rennpferde besaß. Dadurch war Frömming schon als Kind den Umgang mit Pferden gewohnt. Nach dem Besuch einer Volksschule begann er als Vierzehnjähriger eine Lehre als Pferdewirt an der Trabrennbahn in Berlin-Ruhleben. Trotz seiner geringen Körpergröße (als Erwachsener war Frömming nur 1,60 m groß) strebte er eine Karriere als Trabrennfahrer an. 1926, noch als Lehrling, hatte er seine Fahrerlizenz erhalten und erreichte gleich im ersten Rennen den zweiten Platz. In seinem zweiten Rennen am 16. Dezember 1926 wurde Frömming zum ersten Mal als Sieger gefeiert.
Im Jahr 1931 trat Hans Frömming erstmals bei einem Rennen im Ausland an, musste sich aber in Kopenhagen mit dem zweiten Platz begnügen. 1933 gewann er mit dem Hengst Xifra das Deutsche Derby. 1934 holte Frömming sein erstes Championat mit 159 Siegen. Am 15. Februar 1935 gewann Frömming in Berlin an einem Tag bei sieben Starts alle Rennen, ein Weltrekord, der erst 1950 von Frömming selbst eingestellt wurde. 1937 stellte er einen weiteren Weltrekord auf, als er 246 Siege innerhalb eines Jahres einfuhr. 
Während des Zweiten Weltkriegs versteckte Frömming jüdische Freunde in Gestüten und Rennställen, wofür er 1964 in den Vereinigten Staaten von der B’nai B’rith geehrt wurde. Nach dem Krieg setzte er seine Karriere als Trabrennfahrer fort und zählte zu den ersten deutschen Sportlern, die ins Ausland eingeladen wurden. 1948 wurde er von der Obersten Italienischen Rennbehörde zu einer Gastspielreise nach Italien mit Rennen in Rom, Mailand und anderen italienischen Städten eingeladen.

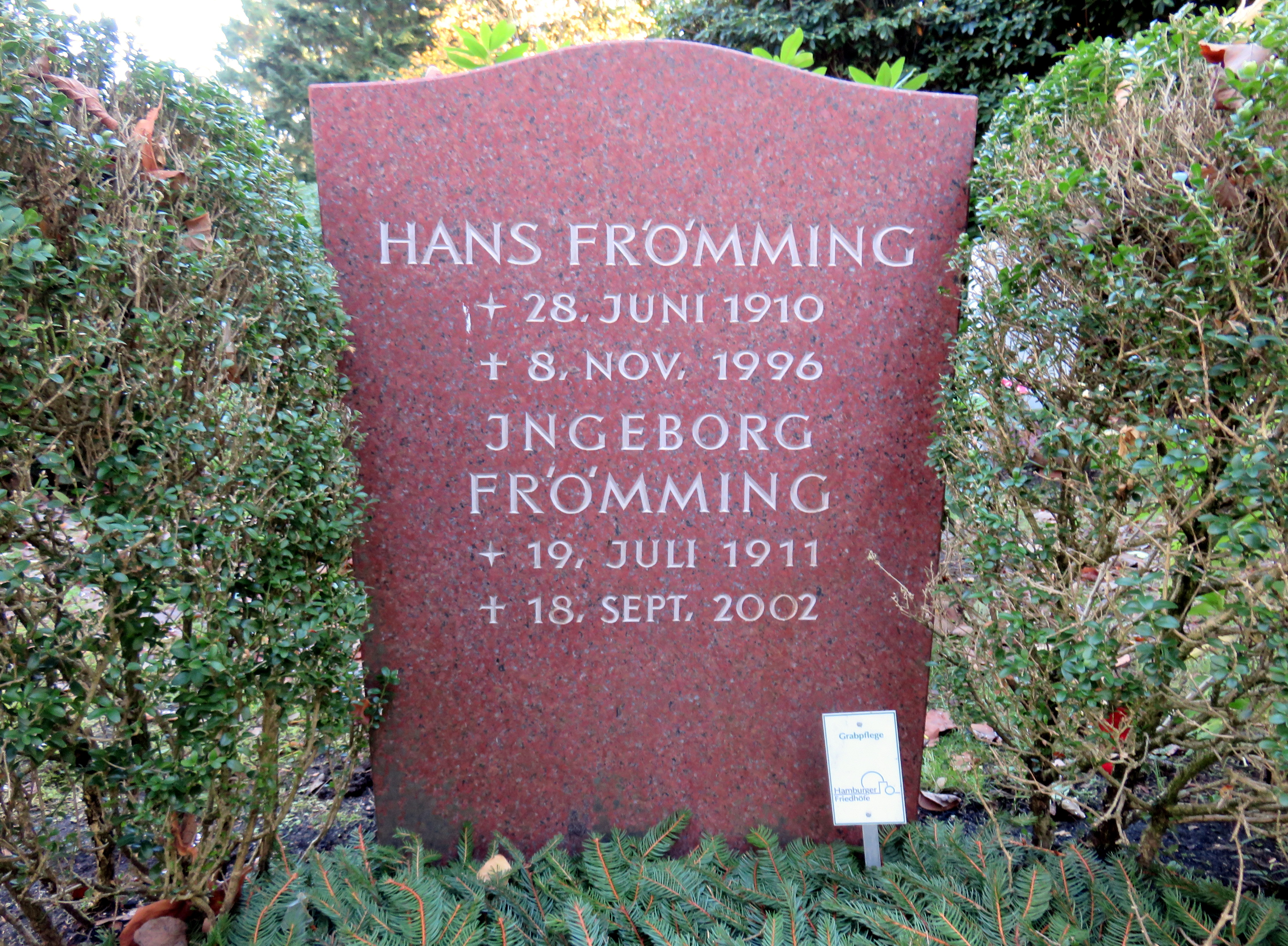
Grabstein von Hans Frömming auf dem Friedhof Ohlsdorf

Seine größten internationalen Erfolge feierte Hans Frömming in den 1960er Jahren. 1964 und 1965 siegte er beim Prix d’Amérique im Vélodrome de Vincennes bei Paris, dem weltweit höchstdotierten und angesehensten Traberrennen. Ebenfalls 1964 siegte Frömming im Challenge Gold Cup in New York City.
1974 gewann Frömming zum elften Mal das Deutsche Derby. Im gleichen Jahr siegte er zum dritten Mal im Prix d'Amérique.
Seine aktive Karriere beendete Frömming im Alter von 78 Jahren. Er war in mehr als 25.000 Rennen gestartet und siegte 5592 Mal. Damit ist er heute der siebterfolgreichste deutsche Trabrennfahrer. Neben den elf Siegen im Deutschen Derby wurde Frömming viermal Sieger im österreichischen Derby und 15 Mal Deutscher Champion.
Frömming starb 86-jährig an den Folgen seines dritten Schlaganfalls in Hamburg, wo er seit 1958 mit seiner Ehefrau Ingeborg „Inge“ Frömming, geborene Falk, lebte. Er wurde auf dem Ohlsdorfer Friedhof in Hamburg im Planquadrat Y 9 südlich der Norderstraße beigesetzt.

## Auszeichnungen und Ehrungen
Im Jahr 1952 erhielt Hans Frömming das Goldene Band der Sportpresse. Bundespräsident Gustav Heinemann zeichnete Frömming am 28. November 1972 mit dem Großen Verdienstkreuz der Bundesrepublik Deutschland aus.
Zur Erinnerung an Frömming findet jedes Jahr in Hamburg das Johannes-Frömming-Memorial-Rennen statt. Darüber hinaus wurde neben dem Gelände der ehemaligen Trabrennbahn in Hamburg-Farmsen eine Straße nach ihm benannt.
Frömming zählt zu den ersten 40 Sportpersönlichkeiten, die in die am 6. Mai 2008 neu gegründete Hall of Fame des deutschen Sports aufgenommen wurden.